# ピュリスム
ピュリスム（ピューリズム。Purisme、Purism。純粋主義）とは、シャルル＝エドゥアール・ジャヌレ（ル・コルビュジエ）とアメデエ・オザンファンが、フランスで、その著作『キュビスム以降』（Après le Cubisme, 1918年）およびその雑誌「レスプリ・ヌーヴォー（エスプリ・ヌーヴォー。新しい精神）」（L'Esprit Nouveau, 1920年から1925年にかけて28冊を刊行）において主張した、絵画の形式。

## 概要
このアートの在り方は、短編エッセイ「ピュリスム以降」で提示された。フェルナン・レジェは、主要なアソシエイツだった。
1918年フランス、総合芸術誌『レスプリ・ヌーヴォー』創刊のため、建築家ル・コルビュジエと画家のオザンフォンは協働する。ある特定の理論的意図をもって、芸術家が小集団を形成するのはこの時代の特徴である。ピュリスト・・・オザンフォンとル・コルビュジエは自分達をそう呼んだ・・・たちが欲したものとは、近代絵画においてキュビストたちが喪失させたと彼らが思っていた、一般の関心だった。それゆえ瓶とか、水差しとか、グラスといった誰もがよく知っている日常物から選んだ対象から、彼らはその絵画を組み立てた。他方でこうした対象はその単純な姿ゆえ、ピュリストが工業芸術に欲した、規格化、純粋化、匿名化の域に達していると、彼らは信じもした。キュビスムの禁欲的色使いに対し、彼らは伝統的に最も受容されやすいパステルカラーを用いたし、表面の平滑さや手触りの滑らかさなど、マシンエイジに彼らが相応しいと見做したものを探求した。
ル・コルビュジエは3年間、オザンフォン同様に活発に活動し、画家として名をなす。だがとりわけ重要なことは、彼の建築と絵画が1920年代初頭からともに発展してきたそのあり方である。彼の新しい建築の諸形態は、彼の絵画の新しい形態から「派生」したわけではない。それらはどちらかと言えば彼がたえず用いていた鉄筋コンクリート構造に明らかに依拠している。とはいえ壁や開口のパターンにおける繊細な精確さはそうした鉄筋コンクリート構造より、彼の絵画における抑制されたエレガンスに明らかに関係した特質である。理論活動においてル・コルビュジエは、機械生産物の特質に新しい建築を類比することを強調していた。他方で彼の絵画に描かれた機械生産物の歯切れのいい輪郭の扱いがすでに、マシンエイジに相応しい彼の美学を洗練させ、様式化させもしていたのである。技術による要素をそのまま統合しようとする最初のぎごちない試みののち、彼の住宅はそのピュリスム絵画の完璧さによって、視覚的に組織されていく。そのプロポーションは事実、近代技術の経験的な公式より、ルネサンス人文主義の建築家たちにより近い幾何学装置から導かれたものであり、また彼が絵画のコンポジションにおいてまず用いたものと同一でもある。
もっと緊密な類比もさらにある。ル・コルビュジエの建物の平滑で平板に表現された表面には、ポストキュビスム絵画の彩色された形態と同じ非・物質性があろう。漆喰の本来の色であると彼が見做した艶消白色壁から特定の壁をもっと大胆に際立たせるため、1920年代中期の彼の絵画にあった暗い色調が、パステルカラーにすぐさま加わってくる。絵画のモチーフにあった曲線さえ、非・耐力壁に用いられた自由曲線形態にその残響を見出している。平面においても、立面においても、彼の建築コンポジションは混乱することがなく、あたかも絵画の額縁に収められたかのように長方形のなかに簡潔に秩序化されているのである。
スタイルにおいてピュリストに近いのは、画家のフェルナン・レジェである。1910年代末までフランスにおける画家の誰より、彼の絵画は同時代的な機械崇拝を反映していた。1920年代初頭においてしかしながら、機械形態を人間化するという特殊な関心を彼は展開し始めた。単純化されたそれと分かる自然の形象ともども、人物像が彼の絵画に再び現れだしたのである。人物の四肢は円筒形として様式化され、これがまだ機械の部品を示唆しており、これらの形が平板な背景に対して配されたのだった。この背景はデ・スティル絵画の長方形配列にときとしてきわめて近いものとなる。とはいえ諸形態の組織はデ・スティルより複雑化し、色彩はきわめてフランス的にも微妙なニュアンスを持つものとなっていた。
建築家にとってレジェの絵画は、機械的要素を芸術的に用いるのに、とりわけ有効な触媒として作用した。というのもレジェの主題は広いものだったからである。さらに1920年代中期におけるレジェのコンポジションのスケールは、ときとしてピュリストの作品における極端な単純化にきわめて似ていたからである。あるいは同時代の他の画家の誰よりおそらく、彼の絵画はまさに建築的だったからである。彼がつねに望み、そしてついには実現した壁画を、それが示唆するときはとりわけそうだろう 。
1920年代中期以降のレジェのスタイルは、機械形態より単純自然形態の強調によって、よりルースで滑らかになっていく。これに影響され、ル・コルビュジエもまた、1920年代後半の絵画におけるピュリスムの教義から離れていく。相変わらず精力的に描き続けていたとはいえ、彼の絵画と建物のあいだの緊密な関係は最早それほど明白ではなくなっている。1920年代末までにル・コルビュジエの「新しい建築」の特質は、まさに結晶化していたのである。建築に多くの時間を割くようになるにつれ、それゆえ三次元において自ら求めるものをよりよく実現できるようになるにつれ、彼の絵画は建築形態の補足的探求となっていく。人間感情・・・モダンな建築が直接的に表現できない要素である・・・に伴う表現や、身体外延的な形態要素が、彼の絵画作品において徐々に顕著なものとなっていった。
だが建築家の美的経験において、自由造形の実験が果たすべきであると彼が考えている役割の重要性を、今日にいたるまで続いている彼の画家としての活動は物語っている。先の戦争（第二次世界大戦）中に建設活動が不可能となり、そのために創作欲が絵画にのみ限られていたことの影響が、最近の作品のなかには再び見出されるからである。」
ピュリスムの考え方は、デ・ステイルや抽象絵画へも影響を与えている。